# Torre de Bernat de So
La Torre de Bernat de So es un edificio militar defensivo, probablemente del siglo XV, junto a la iglesia Nuestra Señora de los Ángeles de Llivia.
De planta circular, está situada en el punto más alto de la villa. Se inserta en un conjunto de carácter defensivo más amplio, alrededor de la iglesia, formando parte de la fortaleza-iglesia. Perteneció al vizconde de Evol, quien en 1366 se la vendió a Ponç dez Catllar (conocido también como Ponç Descatllar). Sobre el dintel de la puerta encontramos grabado: "Cárcel Real", ya que ésta había sido su función en otros tiempos. Además de cárcel, ha acogido la Casa de la Villa, la farmacia y, actualmente, es la sede del Patronato del Museo Municipal.
En la parte inferior de la Torre, hay una exposición permanente de dioramas sobre la flora de Llivia. La riqueza medicinal de esta flora originó la creación de la oficina de farmacia.